# Kenozero
Il Kenozero (in russo  Кенозеро?) è un lago d'acqua dolce della Russia europea, appartiene al bacino dell'Onega. Si trova nel rajon Pleseckij dell'oblast' di Arcangelo.

## Descrizione
Il lago, di forma molto irregolare e complessa, ha un'area di 68,6 km² ed è costituito da tre laghi collegati, nell'ordine: il lago Svinoe, il lago Dolgoe e il lago Kenozero propriamente detto. Lo Svinoe è alimentato dal fiume Poča che proviene dal lago Počozero ed è collegato al Dolgoe, il Dolgoe al Kenozero. Si trova ad un'altitudine di 85 m sul livello del mare.
Sul Kenozero ci sono oltre 70 isole, la maggiore è Medvežij (250 ettari). Sette isole hanno una dimensione superiore a 1 km. I maggiori immissari sono i fiumi Porženka e Porma; maggior emissario il Kena. Il Kenozero è collegato inoltre ai laghi Lobd-ozero e Murd-ozero. Il lago si trova entro i confini del parco nazionale Kenozerskij
Sul lago Kenozero è stato girato il film Belye noči počtal'ona Alekseja Trjapicyna di Andrej Končalovskij.